# Universidad Crandall
La Universidad Crandall (Crandall University en idioma inglés) es una universidad privada bautista, ubicada en Moncton, Nuevo Brunswick, Canadá. Ella está afiliada a Canadian Baptists of Atlantic Canada (Ministerios Bautistas Canadienses).

## Historia

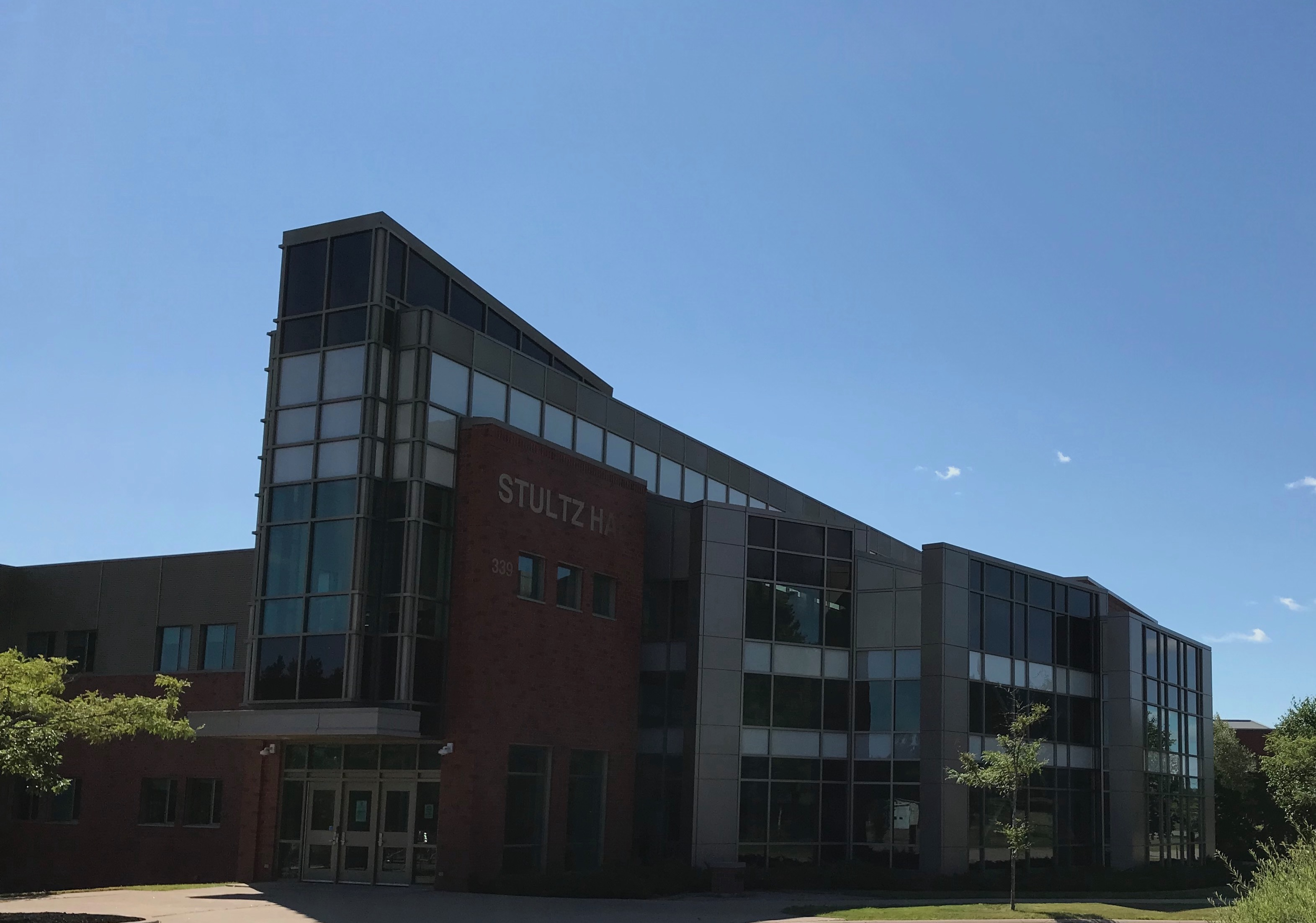
Stultz Hall.

La universidad fue fundada en 1949 como la "Escuela de Entrenamiento Bíblico Bautista Unido" por los Bautistas Canadienses del Atlántico de Canadá, una unión regional de Ministerios Bautistas Canadienses. En 1970, cambió su nombre a "Atlantic Baptist College". En 1996 abrió un nuevo campus y pasó a llamarse "Atlantic Baptist University". En 2009, cambió su nombre a "Universidad Crandall", en honor al pastor Joseph Crandall, el primer presidente de la Asociación Bautista de New Brunswick en 1822.

## Afiliaciones
La universidad está afiliada a Canadian Baptists of Atlantic Canada (Ministerios Bautistas Canadienses). Es miembro del Consejo de Colegios y Universidades Cristianas.